# ماریان ازگود هوکر
ماریان ازگود هوکر (انگلیسی: Marian Osgood Hooker; ۱۸۷۵ – ۱۹۶۸ (۹۲−۹۳ سال)) در اوایل قرن بیستم یک پزشک و عکاس بود. او به‌خاطر عکس‌هایش از روستاهای ایتالیا، که در چندین کتاب از جمله خانه‌های کشاورزی و ساختمان‌های کوچک استانی در جنوب ایتالیا منتشر شده، شناخته شده است. او همچنین اولین زنی بود که به کوه ویتنی صعود کرد.

## اوایل زندگی
هوکر در سان ‌فرانسیسکو، کالیفرنیا، در خانواده کاترین پاتنم هوکر، خواهرزاده زمین شناس معروف جوزیا دوایت ویتنی، و جان داگت هوکر، از نوادگان مستقیم توماس هوکر، بنیان‌گذار کنتیکت به دنیا آمد. خانواده، که شامل برادر کوچکتر ماریان، لورنس ویتنی هوکر (۱۸۷۸-۱۸۹۴) نیز می‌شد، در سال ۱۸۸۶ به لس‌آنجلس نقل مکان کردند تا از اقتصاد در حال شکوفایی آن منطقه استفاده کنند. جان هوکر یک شرکت تولید کننده لوله فولادی تأسیس کرد که در این سرمایه‌گذاری موفق بود و با سرمایه‌ای که به‌دست آورد به خانواده اجازه داد به خانه‌ای در خیابان معروف آدامز غربی نقل مکان کنند و در آنجا از دانشمندان، شاعران و نویسندگان مشهور، از جمله جان مویر، و دوستان نزدیک کاترین هوکر، پذیرایی کردند.
هوکر در مدرسه معتبر مارلبرو در لس آنجلس تحصیل کرد و در آنجا تاریخ هنر را زیر نظر بنیان‌گذار مدرسه مری کاسول آموخت و در سال ۱۸۹۴ فارغ التحصیل شد.

## عکاسی
در سال ۱۸۹۶، هوکر و مادرش اولین سفر از پنج سفر خود را به خارج از کشور آغاز کردند. او سفرهای خود را از جبل الطارق، مادرید، طنجه، ایتالیا، اتریش، آلمان، سوئیس، فرانسه، بلژیک، آمستردام و انگلستان در دفترچه یادداشت ثبت کرد. او و کاترین دو بار در سال‌های ۱۸۹۹ و ۱۹۰۳ به ایتالیا بازگشتند. در ۱۹۱۴-۱۹۱۳، آنها به قسطنطنیه، انگلستان، ایرلند، مصر و ایتالیا سفر کردند و در سال ۱۹۲۲ آخرین سفر خارجی خود را به استان آپولیا ایتالیا انجام دادند.
هوکر و مادرش زندگی روزمره مردمی را که با آن‌ها روبرو می‌شدند به تصویر کشیده و و در دفترچه یادداشت ثبت می‌کردند. چاپ‌ها و تصاویر ماریان در سفرنامه‌های مادرش در توسکانی جنوبی، راهیان نور در ایتالیا و از طریق پاشنه ایتالیا منتشر شد. در سال ۱۹۲۵، ماریان کتاب تصاویر خود را با عنوان «خانه‌های روستایی و ساختمان‌های کوچک ایالتی در جنوب ایتالیا» منتشر کرد که شامل مقدمه‌هایی از کاترین و معمار میرون هانت بود. هانت، خانه‌های روستایی را الهام‌بخش برخی از معماری‌های سبک مدیترانه‌ای خود می‌دانست.
هوکر بیشترین فعالیت خود را در سفر به اروپا انجام داد، اما در خانه و هنگام سفر به ایالات متحده به عکاسی ادامه داد. در سال ۱۹۰۳، جان مویر از او خواست تا به همراه او و گروه کوچکی از کوه ویتنی بالا برود و او را به اولین زنی تبدیل کرد که از کوهی که به نام عموی بزرگ مادری‌اش، زمین‌شناس جوزایا دوایت ویتنی، نامگذاری شده بود، بالا می‌رود.

## حرفه
در سال ۱۹۱۰، هوکر مدرک پزشکی خود را از دانشگاه کالیفرنیا، برکلی، دریافت کرد. او دستیار تحقیقاتی دکتر مارتین فیشر در دانشگاه سینسیناتی شد و در نگارش چندین مقاله علمی با او همکاری داشت و پس از بازگشتش به عنوان دستیار پزشک قانونی در دانشگاه کالیفرنیا در سال ۱۹۱۲، به همکاری با او ادامه داد. او تا پس از مرگ پدرش به تمرین و تحقیق ادامه داد تا اینکه برای مراقبت از مادرش به خانه او نقل مکان کرد.
هوکر عضو باشگاه زنان سانفرانسیسکو، باشگاه ورزشی زنان سانفرانسیسکو، باشگاه زنان سانتا باربارا، باشگاه سیرا، انجمن تاریخی کالیفرنیا و دیگر سازمان‌ها بود. ماریان در سال ۱۹۶۸ در سانتا باربارا درگذشت.